# Danze (Cleemput)
Danze is een compositie voor harmonie- of fanfareorkest van de Belgische componist Werner Van Cleemput. Het werk bestaat uit vier dansen voorafgegaan door een korte inleiding.
De compositie behaalde de eerste prijs op de Internationale compositiewedstrijd "Coup de Vent" van Le Havre in 1985, waar het op 16 maart 1985 in première ging.
Het is op cd opgenomen door het Harmonieorkest van het Koninklijk Conservatorium Brussel onder leiding van Jan Segers.